# Biblioteca biomedica (Università degli Studi di Firenze)
La Biblioteca Biomedica è una delle cinque Biblioteche di area del Sistema Bibliotecario di Ateneo dell'Università degli Studi di Firenze.

## Storia
Nata nel 1999 accorpando le biblioteche delle due facoltà di Medicina e di Farmacia e decine di biblioteche di istituti e dipartimenti di area biomedica, la biblioteca occupa un edificio di tre piani adiacente a quello della ex Presidenza della Facoltà di Medicina e Chirurgia (ora Scuola di Scienze della salute umana) all'interno del complesso ospedaliero di Careggi (padiglione 5a).

## Servizi
La Biblioteca Biomedica rivolge i suoi servizi a tutti gli appartenenti all'Università di Firenze, in particolare a studenti, ricercatori e docenti della Scuola di Scienze della Salute Umana, al personale dell'Azienda ospedaliero-universitaria Careggi e dell'Azienda ospedaliero-universitaria Meyer.

## Patrimonio
Il patrimonio librario della biblioteca conta circa 225 600 volumi; le riviste con abbonamento corrente, cartacee ed on-line, sono circa 200 mentre i periodici elettronici di interesse biomedico messi a disposizione dall'ateneo sono circa 5500. La biblioteca possiede inoltre un fondo librario antico.

### Fondo librario antico
Il fondo librario antico consiste in circa 74 000 volumi a stampa, a cui si aggiungono circa 2050 opuscoli. Esso comprende 14 incunaboli e circa 680 cinquecentine, 1 300 seicentine, 4 300 volumi del XVIII secolo, 16 700 volumi dell'Ottocento, 130 atlanti anatomici di grande formato e una ampia collezione di periodici scientifici dell'Ottocento. È disponibile per la consultazione una versione digitale del catalogo storico cartaceo per autori e titoli composto da circa 95 000 schede compilate tra la fine dell'Ottocento e la metà del Novecento. Tale fondo librario si è costituito intorno ad un primo nucleo di libri raccolto nel 1679 nell'Ospedale di Santa Maria Nuova per iniziativa dello Spedalingo Michele Mariani. Questa collezione libraria si accresce per un secolo abbracciando ogni disciplina; assume una connotazione più specialistica soprattutto a partire dal 1783 quando Santa Maria Nuova diventa la sede della Scuola medico-chirurgica (dal 1839 Scuola degli Studi Pratici di Perfezionamento). Nel periodo dell'Unità d'Italia per il fondo librario di Santa Maria Nuova inizia un ventennio di arricchimento grazie alle donazioni di società e soprattutto di medici e cattedratici: nel 1872 viene incorporato il fondo della Società Filoiatrica; nel 1873 si segnala il lascito di Filippo Pacini, e l'acquisizione delle Effemeridi di Antonio Cocchi; nel 1876 arriva la donazione di Pietro Vannoni, nel 1877 quella di Carlo Burci, nel 1881 quella di Vincenzo Alberti e nel 1882 quella di Ferdinando Zannetti; nel 1887 Pietro Cipriani lascia in eredità la propria biblioteca. Nel 1893 la collezione libraria viene ceduta all'Istituto di Studi Superiori, da cui nel 1924 nasce l'Università degli studi di Firenze.
Principali donatori:
- Pietro Betti: la donazione si data al 1865[3] e comprende 892 volumi e 2 651 opuscoli, oltre a carte manoscritte.
- Antonio Cocchi: si tratta della donazione degli eredi Bellini Delle Stelle, Fucci, Baldasseroni, a partire dal 1873; comprende manoscritti ed esemplari di sue opere a stampa, 103 diari autografi e migliaia di appunti.
- Pietro Vannoni: la donazione del 1876 consiste in 4 167 volumi di “opere mediche” (di cui 348 miscellanee), 2 177 volumi di “opere letterarie” (di cui 130 miscellanee), numerosi manoscritti.
- Carlo Burci: la donazione, datata 1877, comprende 778 opere e 3 336 opuscoli.
- Vincenzo Alberti: la donazione, datata 1881, consiste in 378 opere.
- Emilio Bettazzi: la donazione del 1881 comprende 347 opere.
- Ferdinando Zannetti: il lascito degli eredi del 1882 consta in 1 364 opere, 880 opuscoli a stampa, migliaia di carte manoscritte.
- Augusto Michelacci: la consistenza della donazione è di 478 opere e 1 854 opuscoli.
- Pietro Cipriani: con lascito testamentario datato 21 ottobre 1887, Cipriani dona la sua biblioteca che comprende 225 opere e 2 446 miscellanee.

### Fondi archivistici[4]
Molti dei medici e professori ottocenteschi titolari delle donazioni che hanno costituito il fondo antico della biblioteca Biomedica, hanno lasciato in eredità anche i loro manoscritti, contribuendo a formare l'archivio della biblioteca che annovera migliaia di carte manoscritte, in parte inventariate a cura della Soprintendenza archivistica per la Toscana. Tra i fondi archivistici conservati, vi sono gli atti del Collegio Medico Fiorentino che si datano a partire dal 1560. Negli ultimi anni sono stati effettuati interventi di digitalizzazione; è ad esempio possibile consultare online la versione digitalizzata delle Effemeridi di Antonio Cocchi.

#### Fondo Pietro Betti
Il fondo donato da Pietro Betti, 16 unità archivistiche, è costituito essenzialmente da lettere dirette a Betti da più corrispondenti, fra cui si segnalano Augusto Michelacci, Ubaldino Peruzzi, Ferdinando Zannetti e Zanobi Pecchioli; appunti relativi a visite effettuate in diversi musei anatomici e patologici italiani e tedeschi, appunti di medicina e patologia chirurgica, minute e appunti relativi alla riforma ed al riordinamento degli studi nella Scuola di Completamento e Perfezionamento medico chirurgico in Santa Maria Nuova, storie medico-chirurgiche compilate da diversi medici, suoi collaboratori e allievi.

#### Fondo Vincenzo Chiarugi
Il fondo Vincenzo Chiarugi, 105 unità archivistiche, è costituito prevalentemente da appunti e minute relative a lezioni e trattati di medicina e chirurgia, appunti di storia della medicina e lezioni sulle malattie mentali. Ad oggi non si hanno notizie precise riguardo alla trasmissione di queste carte, presumibilmente passate all'Arcispedale per donazione e da lì giunte alla loro sede attuale alla fine degli anni trenta del secolo scorso. Dal testamento olografo di Vincenzo Chiarugi, redatto alla presenza del notaio Vincenzo Rigoli l'8 aprile 1820, risulta che tutti i beni del testatore passavano alla moglie Migliorotta Ricci e ai figli Antonio, Giuseppe, Lorenzo, Margherita, Luisa ed Eleonora, ma non è inserito alcun accenno specifico alle carte conservate in archivio.

#### Fondo Carlo Burci
Il fondo Carlo Burci, 241 unità archivistiche, è costituito prevalentemente da manoscritti e appunti relativi all'attività da lui svolta come chirurgo e docente a Firenze e Pisa, nonché carte afferenti al progetto di stesura di un nuovo codice sanitario del Regno d'Italia e frammenti della sua traduzione dell'opera di Antonio Benivieni sulle cause e relativi rimedi di alcune malattie. Frammista a questa documentazione si trova della corrispondenza, perizie medico-legali, notizie sul colera a Pisa del 1854, lezioni di cistotomia, studi di anatomia patologica, elogi biografici di vari medici, letture per l'Accademia dei Georgofili, scritti di chirurgia, un manoscritto del trattato sulle ernie, carteggi e scritti di argomento medico, fisico e filosofico, un registro dei malati e delle malate ammesse nella clinica chirurgica dell'Università di Pisa (1850-1851; 1862-1863) e un documento datato 10 luglio 1437.

#### Fondo Giovanni Battista Coletti
Il fondo Giovanni Battista Coletti, 163 unità archivistiche, consta essenzialmente di documentazione relativa all'attività svolta da Giovanni Battista Coletti in qualità di funzionario del Dipartimento di sanità di Livorno, erudito, funzionario amministrativo esperto di legislazione e di conservazione delle carte.

#### Fondo Ferdinando Zannetti
Il fondo Ferdinando Zannetti si compone di 497 unità archivistiche. Nelle carte del fondo Zannetti sono state individuate due distinte sezioni: una relativa all'attività svolta come medico, chirurgo e docente universitario e l'altra come patriota e politico, testimonianza del duplice impegno sostenuto da Zannetti nel corso della sua vita. All'interno della prima sezione è stata raggruppata la documentazione relativa all'attività medico-chirurgica, il materiale didattico e gli studi preparatori per le sue pubblicazioni; la seconda sezione comprende invece la corrispondenza e gli scritti riguardanti l'attività politica, municipale e militare.

#### Fondo Collegio Medico Fiorentino
Il fondo Collegio Medico Fiorentino, in fase di riordino, raccoglie i documenti relativi alle varie attività del Collegio Medico Fiorentino che sin dal XIII secolo assegnava la licenza necessaria ad esercitare ufficialmente le professioni sanitarie in Toscana. Si tratta di materiale molto eterogeneo che si può suddividere in cinque sezioni: la prima, che con i Registri del Collegio Medico (1560-1809) consiste nel nucleo più antico, è composta da 13 unità archivistiche relative alle registrazioni per l'abilitazione all'esercizio della medicina da parte dei consoli dell'Arte dei Medici e Speziali; della seconda fanno parte 121 faldoni relativi agli "Affari del Collegio Medico" (1781-1867); la terza comprende 13 unità archivistiche intitolate Giornaletto dei decreti di esami del Collegio Medico nonché 28 registri alfabetici di indici (1814-1867); la quarta si compone di 4 faldoni relativi al carteggio generale del Collegio intitolato Affari spediti (1850-1875); la quinta infine raggruppa 19 pezzi che, pur non avendo un titolo omogeneo, sono sempre relativi all'amministrazione sanitaria.

#### Fondo Pietro Vannoni
Il fondo Pietro Vannoni comprende appunti di medicina e il carteggio del medico Pietro Vannoni, dal 1830 al 1870. Contiene anche il catalogo dei libri ed opuscoli donati dal Vannoni nel 1876 alla biblioteca dell'Arcispedale di Santa Maria Nuova di Firenze.

#### Fondo Giuseppe Bertini
Il fondo Giuseppe Bertini, in attesa di riordino, è costituito da corrispondenza varia, appunti di medicina, chirurgia, storia della medicina, filosofia, letteratura e fisica (circa 1 000 carte), nonché di storia toscana del secolo XVIII; un repertorio di notizie miscellanee tratte dai giornali della prima metà dell'Ottocento come la Gazzetta di Firenze e da libri antichi (circa 500 carte), appunti di genealogie bibliche, relazioni su casi medici esaminati (circa 500 carte), indice dei libri di Giuseppe Bertini divisi per materia, sonetti di vari autori.

#### Fondo Luigi Giuntini
Il fondo Luigi Giuntini, in attesa di riordino, è costituito da carte sciolte di lezioni di chirurgia, da un registro di casi clinici da lui curati e da una Memoria sugli organi genitali femminili del prof. Luigi Giuntini corredata da tre tavole disegnate da Clemente Susini e incise da Antonio Serantoni.

#### Fondo Giuseppe Vivoli
Il fondo Giuseppe Vivoli, in attesa di riordino, è costituito da documentazione manoscritta e a stampa (circa 300 carte) relativa a regolamenti di polizia sanitaria di varie località della costa ligure e francese, quadri di confronto tra le tariffe francesi e toscane, descrizione del lazzaretto di Marsiglia.

#### Fondo Società Medico-Fisica Fiorentina
Il fondo Società Medico-Fisica Fiorentina, da riordinare, comprende gli atti, le memorie, i regolamenti, lo statuto, i carteggi, i verbali delle adunanze, i documenti amministrativi, gli elenchi degli iscritti alla Società medico fisica fiorentina poi Accademia medico-fisico fiorentina.

#### Fondo Antonio Cocchi
Il fondo Antonio Cocchi è costituito da 103 quaderni di Effemeridi, ossia il diario privato redatto da Antonio con dovizia di particolari dal maggio 1722 al dicembre 1757, scritto in diverse lingue antiche e moderne; in esse sono contenuti documenti e appunti sui più diversi argomenti. Fanno parte del fondo Cocchi anche 6 cassette che contengono carte sciolte con appunti di medicina, scienze, matematica, botanica, numismatica, bibliografia, filologia, storia, disegni e corrispondenza; altri appunti relativi alle stesse materie sono raccolti in altri 40 quaderni.

#### Fondo Angiolo Del Lungo
Il fondo Angiolo Del Lungo, in attesa di riordino, comprende scritti medici, ricordi e studi. Le carte contengono anche lezioni di chimica del prof. Giuseppe Branchi di Pisa.

#### Fondo Augusto Michelacci
Il fondo Augusto Michelacci, da riordinare, comprende studi sul colera, la pellagra, lezioni di medicina, appunti e memorie relative alla sua attività di dermatologo; circa 40 lettere a lui inviate da vari corrispondenti. Fanno parte del fondo anche alcune carte di Pietro Cipriani relative ad appunti di medicina e studi riguardanti l'Arcispedale di Santa Maria Nuova di Firenze.

#### Fondo Ottavio Andreucci
Il fondo Ottavio Andreucci, in attesa di riordino, contiene carte riguardanti la gestione e l'ordinamento della Biblioteca dell'Arcispedale di Santa Maria Nuova; scritti di vario argomento e carteggi; studi sulla ginnastica.

#### Fondo Biblioteca medica
Il fondo Biblioteca medica, da riordinare, contiene il carteggio generale, datato 1859-1924, della Biblioteca Medica del Regio Istituto di Studi Superiori.

#### Fondo Pubblica Istruzione
Il fondo Pubblica Istruzione, da riordinare, comprende il carteggio generale della Pubblica Istruzione dal 1838 al 1844.

#### Fondo Antonio Cozzi
Il fondo Antonio Cozzi, da riordinare, comprende carte del medico fiorentino datate 1833-1861. In particolare, sono stati da lui raccolti alcuni scritti del padre farmacista Andrea Francesco Cozzi relativi ad appunti di chimica, minute di lettere, relazioni su esperimenti chimici, studi sull'analisi delle acque, sulla conservazione di carni commestibili, sull'analisi di terre e di minerali. Di Antonio vi sono appunti intorno alla vita del padre, ricerche sul suicidio e sulla morte apparente, sulla pellagra, la peritonite e altre patologie; studi medici di carattere tossicologico e ricerche su Paracelso; studi preparatori all'opera Massime fondamentali di patologia e terapeutica chirurgica sulle ferite di arma da fuoco.